# مهدی محمدی (بازیکن فوتبال)
مهدی محمدی (زاده ۲۸ آوریل ۱۹۸۱) یک بازیکن سابق فوتبال اهل ایران است.